# Arrondissement Sint-Niklaas
Het arrondissement Sint-Niklaas is een van de zes arrondissementen van de provincie Oost-Vlaanderen in België. Het arrondissement heeft een oppervlakte van 531,77 km² sinds 2025 en telde 292.713 inwoners op 1 januari 2025.
Het arrondissement is enkel een bestuurlijk arrondissement. Gerechtelijk behoort het tot het gerechtelijk arrondissement Oost-Vlaanderen.

## Geschiedenis
Het arrondissement Sint-Niklaas ontstond in 1818 uit het arrondissement Dendermonde waarvan de kantons Beveren, Sint-Gillis-Waas, Sint-Niklaas en Temse werden afgescheiden.
In 1923 werden de toenmalige gemeenten Zwijndrecht en Burcht en kleinere gebiedsdelen van Kallo, Kruibeke en Melsele afgestaan aan het arrondissement Antwerpen met het oog op de uitbreiding van de haven van Antwerpen en de bouw van nieuwe woonwijken. Sinds 2025 maken Zwijndrecht en Burcht weer deel uit van het arrondissement Sint-Niklaas, ook de gemeente Moerbeke is door de fusie met Lokeren sinds dan deel van het arrondissement.

## Administratieve indeling

### Structuur
| Sint-Niklaas     | Sint-Niklaas     | Supranationaal         | Nationaal              | Nationaal                         | Gemeenschap               | Gewest                    | Provincie                 | Arrondissement           | Provinciedistrict | Kanton          | Gemeente        | District         |
| ---------------- | ---------------- | ---------------------- | ---------------------- | --------------------------------- | ------------------------- | ------------------------- | ------------------------- | ------------------------ | ----------------- | --------------- | --------------- | ---------------- |
| Administratief   | Niveau           | Europese Unie          | België                 | België                            | Vlaanderen                | Vlaanderen                | Oost-Vlaanderen           | Sint-Niklaas             | Sint-Niklaas      | Sint-Niklaas    | 7               | -                |
| Administratief   | Bestuur          | Europese Commissie     | Belgische regering     | Belgische regering                | Vlaamse regering          | Vlaamse regering          | Deputatie                 | Deputatie                | Deputatie         | Deputatie       | Gemeentebestuur | Districtscollege |
| Administratief   | Raad             | Europees Parlement     | Senaat                 | Kamer van volksvertegenwoordigers | Vlaams Parlement          | Vlaams Parlement          | Provincieraad             | Provincieraad            | Provincieraad     | Provincieraad   | Gemeenteraad    | Districtsraad    |
| Kiesomschrijving | Kiesomschrijving | Nederlands Kiescollege | Nederlands Kiescollege | Kieskring Oost-Vlaanderen         | Kieskring Oost-Vlaanderen | Kieskring Oost-Vlaanderen | Kieskring Oost-Vlaanderen | Dendermonde-Sint-Niklaas | Sint-Niklaas      | 5               | 7               | -                |
| Verkiezing       | Verkiezing       | Europese               | Federale               | Federale                          | Vlaamse                   | Vlaamse                   | Provincieraads-           | Provincieraads-          | Provincieraads-   | Provincieraads- | Gemeenteraads-  | Districtsraads-  |

Kantons:
- Sint-Niklaas
- Lokeren
- Beveren
- Sint-Gillis-Waas
- Temse

Gemeenten:
- Beveren-Kruibeke-Zwijndrecht
- Lokeren (stad)
- Sint-Gillis-Waas
- Sint-Niklaas (stad)
- Stekene
- Temse

Deelgemeenten:
| - Bazel - Belsele - Beveren - Burcht - Daknam - De Klinge - Doel - Eksaarde - Elversele - Haasdonk - Kallo |

| - Kemzeke - Kieldrecht - Kruibeke - Lokeren - Meerdonk - Melsele - Moerbeke-Waas - Nieuwkerken-Waas - Puivelde - Rupelmonde - Sinaai |

| - Sint-Gillis-Waas - Sint-Niklaas - Sint-Pauwels - Steendorp - Stekene - Temse - Tielrode - Verrebroek - Vrasene - Zwijndrecht |

## Demografie

### Demografische evolutie
- Bron:NIS - Opm:1830 t/m 1980=volkstellingen; vanaf 1990= inwoneraantal per 1 januari
- 2025: aanhechting van gemeenten Zwijndrecht en Moerbeke idoor fusies met Beveren en Lokeren op 1 januari 2025

| Inwoners van jaar tot jaar op 1 januari 1992 tot heden | Inwoners van jaar tot jaar op 1 januari 1992 tot heden | Inwoners van jaar tot jaar op 1 januari 1992 tot heden |
| Jaar                                                   | Aantal                                                 | Evolutie: 1992=index 100                               |
| ------------------------------------------------------ | ------------------------------------------------------ | ------------------------------------------------------ |
| 1992                                                   | 217.081                                                | 100,0                                                  |
| 1993                                                   | 218.458                                                | 100,6                                                  |
| 1994                                                   | 219.284                                                | 101,0                                                  |
| 1995                                                   | 220.210                                                | 101,4                                                  |
| 1996                                                   | 220.913                                                | 101,8                                                  |
| 1997                                                   | 221.877                                                | 102,2                                                  |
| 1998                                                   | 222.683                                                | 102,6                                                  |
| 1999                                                   | 223.337                                                | 102,9                                                  |
| 2000                                                   | 223.648                                                | 103,0                                                  |
| 2001                                                   | 224.356                                                | 103,4                                                  |
| 2002                                                   | 225.050                                                | 103,7                                                  |
| 2003                                                   | 225.826                                                | 104,0                                                  |
| 2004                                                   | 226.690                                                | 104,4                                                  |
| 2005                                                   | 228.058                                                | 105,1                                                  |
| 2006                                                   | 229.547                                                | 105,7                                                  |
| 2007                                                   | 231.262                                                | 106,5                                                  |
| 2008                                                   | 233.065                                                | 107,4                                                  |
| 2009                                                   | 235.064                                                | 108,3                                                  |
| 2010                                                   | 237.097                                                | 109,2                                                  |
| 2011                                                   | 239.097                                                | 110,1                                                  |
| 2012                                                   | 240.797                                                | 110,9                                                  |
| 2013                                                   | 242.036                                                | 111,5                                                  |
| 2014                                                   | 243.330                                                | 112,1                                                  |
| 2015                                                   | 244.826                                                | 112,8                                                  |
| 2016                                                   | 246.234                                                | 113,4                                                  |
| 2017                                                   | 248.489                                                | 114,5                                                  |
| 2018                                                   | 250.196                                                | 115,3                                                  |
| 2019                                                   | 252.523                                                | 116,3                                                  |
| 2020                                                   | 254.850                                                | 117,4                                                  |
| 2021                                                   | 256.089                                                | 118,0                                                  |
| 2022                                                   | 258.762                                                | 119,2                                                  |
| 2023                                                   | 261.954                                                | 120,7                                                  |
| 2024                                                   | 264.331                                                | 121,8                                                  |
| 2025                                                   | 292.713                                                | 134,8                                                  |

## Lijst van volksvertegenwoordigers uit het arrondissement Sint-Niklaas
- 1852 tot 1889
  - Theodoor Janssens (Katholieke Partij)
- 1894
  - Joseph Van Naemen (Katholieke Partij)
  - Alfons Janssens (Katholieke Partij)
  - Auguste Raemdonck de Megrode (Katholieke Partij)
- 1898
  - Joseph Van Naemen (Katholieke Partij)
  - Alfons Janssens (Katholieke Partij)
  - Auguste Raemdonck de Megrode (Katholieke Partij)
  - Frans Van Brussel (Katholieke Partij)
- 1900
  - Joseph Van Naemen (Katholieke Partij)
  - Auguste Raemdonck de Megrode (Katholieke Partij)
  - Frans Van Brussel (Katholieke Partij)
  - Alexandre de Browne de Tiege (Katholieke Partij)
- 1904
  - Joseph Van Naemen (Katholieke Partij)
  - Auguste Raemdonck de Megrode (Katholieke Partij)
  - Frans Van Brussel (Katholieke Partij)
- 1908
  - Auguste Raemdonck de Megrode (Katholieke Partij)
  - Frans Van Brussel (Katholieke Partij)
  - Louis de Brouchoven de Bergeyck (Katholieke Partij)
- 1912
  - Auguste Raemdonck de Megrode (Katholieke Partij)
  - Jean Baptiste Nobels (Katholieke Partij)
  - Frans Van Brussel (Katholieke Partij)
- 1914
  - Auguste Raemdonck de Megrode (Katholieke Partij)
  - Jean Baptiste Nobels (Katholieke Partij)
  - Frans Van Brussel (Katholieke Partij)
  - liberaal
- 1919
  - Auguste Raemdonck de Megrode (Katholieke Partij)
  - Hendrik Heyman (Katholieke Partij)
  - Frans Van Brussel (Katholieke Partij)
  - Karel Van Hoeylandt (BWP)
- 1921
  - Auguste Raemdonck de Megrode (Katholieke Partij)
  - Hendrik Heyman (Katholieke Partij)
  - Karel Van Hoeylandt (BWP)
  - BWP
- 1925
  - Auguste Raemdonck de Megrode (Katholieke Partij)
  - Hendrik Heyman (Katholieke Partij)
  - Louis Herbert (Katholieke Partij)
  - Karel Van Hoeylandt (BWP)
- 1929
  - Auguste Raemdonck de Megrode (Katholieke Partij)
  - Hendrik Heyman (Katholieke Partij)
  - Louis Herbert (Katholieke Partij) (tot 1929)
  - Florent Beeckx (Katholieke Partij) (vanaf 1929)
  - Karel Van Hoeylandt (BWP)
- 1932
  - Auguste Raemdonck de Megrode (Katholieke Partij)
  - Hendrik Heyman (Katholieke Partij)
  - Florent Beeckx (Katholieke Partij)
  - Karel Van Hoeylandt (BWP)
- 1936
  - Auguste Raemdonck de Megrode (Katholieke Partij)
  - Hendrik Heyman (Katholieke Partij)
  - Joannes Seghers (VNV)
  - Karel Van Hoeylandt (BWP)
- 1939
  - Auguste Raemdonck de Megrode (Katholieke Partij) (tot 1939)
  - Jozef Van Royen (Katholieke Partij) (vanaf 1939)
  - Hendrik Heyman (Katholieke Partij)
  - Joannes Seghers (VNV) (tot 1944)
  - Albertus Bouweraerts (Katholieke Partij)
  - Karel Van Hoeylandt (BWP)
- 1946
  - Hendrik Heyman (CVP)
  - Jozef Van Royen (CVP)
  - Frans Van Goey (CVP)
- 1949
  - Hendrik Heyman (CVP)
  - Jozef Van Royen (CVP)
  - Frans Van Goey (CVP)
  - BSP
- 1950
  - Hendrik Heyman (CVP)
  - Jozef Van Royen(CVP)
  - Frans Van Goey (CVP)
  - BSP
- 1954
  - Hendrik Heyman (CVP)
  - Jozef Van Royen (CVP)
  - Frans Van Goey (CVP)
  - BSP
- 1958
  - Jozef Van Royen (CVP)
  - Frans Van Goey(CVP) (tot 1959)
  - Albert Vermaere (CVP)
  - BSP
- 1961
  - Jozef Van Royen (CVP) (tot 1963)
  - Emile Goeman (CVP)
  - CVP
  - BSP
- 1965
  - Emile Goeman (CVP)
  - CVP
  - Maurits Coppieters (VU)
  - BSP
- 1968
  - Emile Goeman (CVP)
  - (CVP)
  - Maurits Coppieters (VU)
  - Aimé Van Lent (BSP)
- 1971
  - Paul De Vidts (CVP)
  - Omer De Mey (CVP)
  - Nelly Maes (VU)
  - Aimé Van Lent (BSP)
- 1974
  - Paul De Vidts (CVP)
  - Omer De Mey (CVP)
  - BSP
  - Nelly Maes (VU)
- 1977
  - Omer De Mey (CVP)
  - CVP
  - VU
  - BSP
- 1978
  - Omer De Mey (CVP)
  - Miet Smet (CVP)
  - CVP
  - Freddy Willockx (SP) (vanaf 1979)
- 1981
  - Miet Smet (CVP)
  - Freddy Willockx (SP)
  - Jan Verniers (VU)
  - Georges Anthuenis (PVV)
- 1985
  - Miet Smet (CVP)
  - Omer De Mey (CVP)
  - Nelly Maes (VU)
  - Freddy Willockx (SP)
- 1987
  - Miet Smet (CVP)
  - Nelly Maes (VU)
  - Freddy Willockx (SP)
  - Magda De Meyer (SP)
- 1991
  - Miet Smet (CVP)
  - Freddy Willockx (SP) (tot 1994)
  - Magda De Meyer (SP) (vanaf 1994)
  - Marc Cordeel (PVV)
  - Frans Wymeersch (Vlaams Blok)
- 1995 (kiesomschrijving Sint-Niklaas-Dendermonde)
  - Jan Lenssens (CVP)
  - Greta D'Hondt (CVP)
  - Marc Verwilghen (VLD)
  - Filip Anthuenis (VLD)
  - Norbert De Batselier (SP) (opgevolgd door Hunfred Schoeters)
  - Jaak Van den Broeck (Vlaams Blok)
- 1999 (kiesomschrijving Sint-Niklaas-Dendermonde)
  - Greta D'Hondt (CVP)
  - Freddy Willockx (SP) (vervangen door Magda De Meyer)
  - Marc Verwilghen (VLD) (vervangen door Filip Anthuenis)
  - Jaak Van den Broeck (Vlaams Blok)
  - Agalev
  - Ferdy Willems (VU-ID)

Aalst · Aarlen · Aat · Antwerpen · Bastenaken · Bergen · Borgworm · Brugge · Brussel-Hoofdstad · Charleroi · Dendermonde · Diksmuide · Dinant · Doornik-Moeskroen · Eeklo · Gent · Halle-Vilvoorde · Hasselt · Hoei · Ieper · Kortrijk · La Louvière · Leuven · Luik · Maaseik · Marche-en-Famenne · Mechelen · Namen · Neufchâteau · Nijvel · Oostende · Oudenaarde · Philippeville · Roeselare · Sint-Niklaas · Thuin · Tielt · Tongeren · Turnhout · Verviers · Veurne · Virton · Zinnik